# Norbert Kraut
Norbert Kraut (* 4. Juli 1965 in Landshut) ist ein deutscher Wissenschaftler, Hochschulprofessor und Autor von Fachbeiträgen. Er ist besonders in der Krebsforschung tätig.

## Leben und Karriere
Kraut schloss 1994 seine Promotion in Molekularbiologie am Europäischen Laboratorium für Molekularbiologie (EMBL) in Heidelberg ab. Anschließend war er wissenschaftlicher Mitarbeiter des Fred Hutchinson Cancer Research Center in Seattle (USA). Er habilitierte sich an der Universität Ulm in 2001 in Physiologischer Chemie und war dort von 2001 bis 2005 Privatdozent, seit 2005 ist er außerplanmäßiger Professor am Institut für Physiologische Chemie.
Seit 1998 arbeitete Kraut für das deutsche Pharmaunternehmen Boehringer Ingelheim, zunächst in Biberach als Team-Leiter der Genomics Gruppe. 2001 wurde er Leiter eines Teams innerhalb der Herz-Kreislauf-Abteilung. 2001 wechselte Kraut zur Boehringer Ingelheim Krebsforschung, wo er in den folgenden Jahren weitere leitende Positionen übernahm. Seit 2014 ist er Leiter der Abteilung Krebsforschung. Kraut ist zudem seit 2011 Mitglied des wissenschaftlichen Beirats (Scientific Advisory Board) des Forschungsinstituts für Molekulare Pathologie in Wien.
Norbert Kraut ist verheiratet und hat drei Kinder.

## Publikationen und wissenschaftliches Werk
Kraut publiziert regelmäßig Fachbeiträge in wissenschaftlichen Journalen; sein h-Index liegt bei 44 (Stand Juli 2025). Der Forschungsschwerpunkt Krauts liegt auf der Entwicklung innovativer Ansätze für die Krebstherapie. Er hält zudem diverse Patente im Bereich der Krebs- und Medikamentenforschung.

### Veröffentlichungen (Auswahl)
- M. H. Hofmann, D. Gerlach, S. Misale, M. Petronczki, N. Kraut: Expanding the reach of precision oncology by drugging all KRAS mutants. In: Cancer Discovery. Band 12, Nr. 4, 2022, S. 924–937. PMC 9394389 (freier Volltext)
- M. H. Hofmann, M. Gmachl, J. Ramharter, F. Savarese, D. Gerlach, J. R. Marszalek, M. P. Sanderson, D. Kessler, F. Trapani, H. Arnhof, K. Rumpel, D. A. Botesteanu, P. Ettmayer, T. Gerstberger, C. Kofink, T. Wunberg, A. Zoephel, S. C. Fu, J. L. Teh, J. Bottcher, N. Pototschnig, F. Schachinger, K. Schipany, S. Lieb, C. P. Vellano, J. C. O’Connell, R. L. Mendes, J. Moll, M. Petronczki, T. P. Heffernan, M. Pearson, D. B. McConnell, N. Kraut: BI-3406, a potent and selective SOS1::KRAS interaction inhibitor, is effective in KRAS-driven cancers through combined MEK inhibition. In: Cancer Discovery. Band 11, Nr. 1, 2021, S. 142–157. PMC 32816843 (freier Volltext)
- D. Gerlach, U. Tontsch-Grunt, A. Baum, J. Popow, D. Scharn, M. H. Hofmann, H. Engelhardt, O. Kaya, J. Beck, N. Schweifer, T. Gerstberger, J. Zuber, F. Savarese, N. Kraut: The novel BET bromodomain inhibitor BI 894999 represses super-enhancer-associated transcription and synergizes with CDK9 inhibition in AML. In: Oncogene. Band 37, Nr. 20, 2018, S. 2687–2701. PMC 29491412 (freier Volltext)
- F. Hilberg, U. Tontsch-Grunt, A. Baum, A. T. Le, R. C. Doebele, S. Lieb, D. Gianni, T. Voss, P. Garin-Chesa, C. Haslinger, N. Kraut: Triple angiokinase inhibitor nintedanib directly inhibits tumor cell growth and induces tumor cell shrinkage via blocking oncogenic receptor tyrosine kinases. In: Journal of Pharmacology and Experimental Therapeutics. Band 364, Nr. 3, 2018, S. 494–503. PMC 29263244 (freier Volltext)
- F. Savarese, N. Kraut: BETter together: exploiting BRD4-functions in transcription to inform rational combinations. In: Oncoscience. Band 5, Nr. 5-6, 2018, S. 122–123. PMC 30035159 (freier Volltext)
- U. Tontsch-Grunt, D. Rudolph, I. Waizenegger, A. Baum, D. Gerlach, H. Engelhardt, M. Wurm, F. Savarese, N. Schweifer, N. Kraut: Synergistic activity of BET inhibitor BI 894999 with PLK inhibitor volasertib in AML in vitro and in vivo. In: Cancer Letters. Band 421, 2018, S. 112–120.  PMC 29454094 (freier Volltext)
- M. P. Sanderson, M. H. Hofmann, P. Garin-Chesa, N. Schweifer, A. Wernitznig, S. Fischer, A. Jeschko, R. Meyer, J. Moll, T. Pecina, H. Arnhof, U. Weyer-Czernilofsky, S. K. Zahn, G. R. Adolf, N. Kraut: The IGF1R/INSR inhibitor BI 885578 selectively inhibits growth of IGF2-overexpressing colorectal cancer tumors and potentiates the efficacy of anti-VEGF therapy. In: Molecular Cancer Therapeutics. Band 16, Nr. 10, 2017, S. 2223–2233. PMC 28729397 (freier Volltext)
- M. P. Sanderson, J. Apgar, P. Garin-Chesa, M. H. Hofmann, D. Kessler, J. Quant, A. Savchenko, O. Schaaf, M. Treu, H. Tye, S. K. Zahn, A. Zoephel, E. Haaksma, G. R. Adolf, N. Kraut: BI 885578, a Novel IGF1R/INSR Tyrosine Kinase Inhibitor with Pharmacokinetic Properties That Dissociate Antitumor Efficacy and Perturbation of Glucose Homeostasis. In: Molecular Cancer Therapeutics. Band 14, 2015, S. 2762–2772. PMC 26438154 (freier Volltext)
- D. Rudolph, M. A. Impagnatiello, C. Blaukopf, C. Sommer, D. W. Gerlich, M. Roth, U. Tontsch-Grunt, A. Wernitznig, F. Savarese, M. H. Hofmann, C. Albrecht, L. Geiselmann, M. Reschke, P. Garin-Chesa, J. Zuber, J. Moll, G. R. Adolf, N. Kraut: Efficacy and mechanism of action of volasertib, a potent and selective inhibitor of Polo-like kinases, in preclinical models of acute myeloid leukemia. In: Journal of Pharmacology and Experimental Therapeutics. Band 352, 2015, S. 579–589. PMC 25576074 (freier Volltext)
- M. A. Huber, N. Kraut: Key drivers of biomedical innovation in cancer drug discovery. In: EMBO Molecular Medicine. Band 7, 2015, S. 12–16. PMC 25422355 (freier Volltext)
- M. Jechlinger, S. Grunert, I. H. Tamir, E. Janda, S. Ludemann, T. Waerner, P. Seither, A. Weith, H. Beug, N. Kraut: Expression profiling of epithelial plasticity in tumor progression. In: Oncogene.  Band 22, 2003, S. 7155–7169. PMC 14562044 (freier Volltext)
- T. Waerner, P. Gardellin, K. Pfitzenmaier, A. Weith, N. Kraut: Human RERE is localized to nuclear promyelocytic leukemia oncogenic domains and enhances apoptosis. In: Cell Growth & Differentiation. Band 12, 2001, S. 201–210. PMC 11331249 (freier Volltext)